# Јован II Комнин
Јован II Комнин (грч. Ιωάννης Β΄ Κομνηνός рођ. 13. септембра 1087. - умро 8. априла 1143. године) био је византијски цар од 1118. до 1143. године. По речима историчара Никите Хонијата Јован II је био највећи владар из династије Комнина.

## Биографија
Јован је био син цара Алексија I Комнина и његове супруге Ирине Дуке. Рођен је 13. септембра 1087. године, а отац га је прогласио за савладара 1092. године. Ипак, Јованова старија сестра Ана Комнина је покушавала да утицајем на старог оца обезбеди престо свом невољном мужу цезару Нићифору Вријенији. Алексије је на самрти ипак Јовану препустио царски печатни прстен и тиме му је директно обезбедио престо. Наредне, 1119. нови цар је разоткрио заверу и након тога је натерао мајку и сестру да се повуку у манастир где се уосталом Ана Комнина (умрла 1153. год.) посветила свом историографском раду на Алексијади.
Управо због оваквог искуства са најближом сродницима, Јован је током своје владе на најодговорније положаје доводио људе ниског рода и великих способности и оданости према њему лично, уместо чланова владарског клана Комнина. Његов најближи сарадник био је Јован Аксух који је у службу цара Алексија I Комнина дошао као роб турског порекла. Аксуха је Јован II поставио на место великог доместика, врховног заповедника византијских војски.
По доласку на престо, Јован II Комнин је одбио да Венецији потврди уговор из 1082. којим је цар Алексије I даровао млетачким трговцима до тада незабележене привилегије. Након кратког и за Византију разарајућег рата, млетачко заузимање Крфа је натерало новог цара да обнови привилегије Млечанима 1126. године.
Слично ранијим византијским владарима и Јован је морао да води истовремену борбу на два фронта, на истоку и западу. На западу византијско Подунавље угрожавали су полуномадски Печенези, све док цар није однео пресудну победу код Бероје (данас Стара Загора у Бугарској) 1122. године. Други проблем по византијске интересе на Балкану представљала је све моћнија Угарска. Сам Јован II био је од 1104. ожењен угарском принцезом Пирошком-Ирином, ћерком Ладислава I (1077—1095).
Када је слепи Алмош, стриц Стефана II (1116—1131) пребегао на царску територију, Комнин је одбио да га изручи. Стефан II је 1127. одговорио разарањем византијског Београда, док је његов савезник, рашки велики жупан Урош I 1129. спалио византијску испоставу Рас. Јован II Комнин је убрзо поразио Србе и натерао Уроша I да се врати извршавању вазалних обавеза према царству. Мир са Угарском склопљен је 1129. по условима повољним за Византију, мада везе угарских Арпада и рашких Вукановића нису прекинуте. Као и поражени Печенези, и српски заробљеници су употребљени као војни колоности насељени овога пута у околини малоазијског града Никомедије.
Већ 1121. Јован је обновио византијску власт над југозападном Малом Азијом. После балканских похода, цар се у периоду од 1130. до 1135. посветио походима против Мелитинског емирата на горњем Еуфрату. Походи нису донели значајнија проширења, али су онемогућила даља напредовања Турака Селџука. Нови успех на истоку Јован је остварио 1137. покоравањем Јерменске кнежевине у Киликији. Јерменски кнез Лав I и његови синови су 1138. доведени у Цариград као заробљеници и морали су да признају византијски суверенитет. Након тога, 1137. године кнез латинске Антиохијске кнежевине, Ремон од Поатјеа, је прихватио врховну власт византијског цара. Јован је 1138. тријумфално посетио Антиохију и са Ремоном и едеским грофом Жосцелином II је кренуо у поход против сиријских муслимана. Освајање нових градова од муслимана било је важно за Јована коме је у том случају следила директна контрола над градом Антиохијом. Међутим, поход се показао неуспешним и Ремон је 1142. одбацио преузете обавезе према цару.
Јован II је у то време био заузет дипломатским акцијама на западу тражећи савезнике против насртљивог норманског краља Сицилије Руђера II. Цар је у савезу окупио трговачку републику Пизу, а затим и цара Светог римског царства Лотара III (1133—1137), а потом и његовог наследника, краља Конрада III (1137—1152). У пролеће 1143. Јован је у планинама Таура планирао нови поход у Сирију који је овога пута требало да се заврши уласком у Јерусалим. Цар је ипак 8. априла 1143. у лову грешком убијен отровном стрелом. Пошто су му синови Алексије и Андроник помрли од епидемије 1142, Јован је на самрти престо оставио четвртом, најмлађем сину Манојлу I Комнину.

## Породично стабло
|  |                                     |  |  |  |  |  |  |  |  |  |  |  |  |  |  |  |
|  | 8. Манојло Еротик Комнин            |  |  |  |  |  |  |  |  |  |  |  |  |  |  |  |
|  |                                     |  |  |  |  |  |  |  |  |  |  |  |  |  |  |  |
|  |                                     |  |  |  |  |  |  |  |  |  |  |  |  |  |  |  |
|  | 4. Јован Комнин                     |  |  |  |  |  |  |  |  |  |  |  |  |  |  |  |
|  |                                     |  |  |  |  |  |  |  |  |  |  |  |  |  |  |  |
|  |                                     |  |  |  |  |  |  |  |  |  |  |  |  |  |  |  |
|  | 2. Алексије I Комнин                |  |  |  |  |  |  |  |  |  |  |  |  |  |  |  |
|  |                                     |  |  |  |  |  |  |  |  |  |  |  |  |  |  |  |
|  |                                     |  |  |  |  |  |  |  |  |  |  |  |  |  |  |  |
|  | 10. Алексије Харон                  |  |  |  |  |  |  |  |  |  |  |  |  |  |  |  |
|  |                                     |  |  |  |  |  |  |  |  |  |  |  |  |  |  |  |
|  |                                     |  |  |  |  |  |  |  |  |  |  |  |  |  |  |  |
|  | 5. Ана Даласина                     |  |  |  |  |  |  |  |  |  |  |  |  |  |  |  |
|  |                                     |  |  |  |  |  |  |  |  |  |  |  |  |  |  |  |
|  |                                     |  |  |  |  |  |  |  |  |  |  |  |  |  |  |  |
|  | 11. Adriane Dalassene               |  |  |  |  |  |  |  |  |  |  |  |  |  |  |  |
|  |                                     |  |  |  |  |  |  |  |  |  |  |  |  |  |  |  |
|  |                                     |  |  |  |  |  |  |  |  |  |  |  |  |  |  |  |
|  | 1. Јован II Комнин                  |  |  |  |  |  |  |  |  |  |  |  |  |  |  |  |
|  |                                     |  |  |  |  |  |  |  |  |  |  |  |  |  |  |  |
|  |                                     |  |  |  |  |  |  |  |  |  |  |  |  |  |  |  |
|  | 24. Андроник Дука                   |  |  |  |  |  |  |  |  |  |  |  |  |  |  |  |
|  |                                     |  |  |  |  |  |  |  |  |  |  |  |  |  |  |  |
|  |                                     |  |  |  |  |  |  |  |  |  |  |  |  |  |  |  |
|  | 12. Јован Дука                      |  |  |  |  |  |  |  |  |  |  |  |  |  |  |  |
|  |                                     |  |  |  |  |  |  |  |  |  |  |  |  |  |  |  |
|  |                                     |  |  |  |  |  |  |  |  |  |  |  |  |  |  |  |
|  | 6. Андроник Дука                    |  |  |  |  |  |  |  |  |  |  |  |  |  |  |  |
|  |                                     |  |  |  |  |  |  |  |  |  |  |  |  |  |  |  |
|  |                                     |  |  |  |  |  |  |  |  |  |  |  |  |  |  |  |
|  | 13. Irene Pegonitissa               |  |  |  |  |  |  |  |  |  |  |  |  |  |  |  |
|  |                                     |  |  |  |  |  |  |  |  |  |  |  |  |  |  |  |
|  |                                     |  |  |  |  |  |  |  |  |  |  |  |  |  |  |  |
|  | 3. Ирина Дука                       |  |  |  |  |  |  |  |  |  |  |  |  |  |  |  |
|  |                                     |  |  |  |  |  |  |  |  |  |  |  |  |  |  |  |
|  |                                     |  |  |  |  |  |  |  |  |  |  |  |  |  |  |  |
|  | 28. Јован Владислав                 |  |  |  |  |  |  |  |  |  |  |  |  |  |  |  |
|  |                                     |  |  |  |  |  |  |  |  |  |  |  |  |  |  |  |
|  |                                     |  |  |  |  |  |  |  |  |  |  |  |  |  |  |  |
|  | 14. Трајан Бугарски                 |  |  |  |  |  |  |  |  |  |  |  |  |  |  |  |
|  |                                     |  |  |  |  |  |  |  |  |  |  |  |  |  |  |  |
|  |                                     |  |  |  |  |  |  |  |  |  |  |  |  |  |  |  |
|  | 29. Марија (жена Јована Владислава) |  |  |  |  |  |  |  |  |  |  |  |  |  |  |  |
|  |                                     |  |  |  |  |  |  |  |  |  |  |  |  |  |  |  |
|  |                                     |  |  |  |  |  |  |  |  |  |  |  |  |  |  |  |
|  | 7. Марија Бугарска                  |  |  |  |  |  |  |  |  |  |  |  |  |  |  |  |
|  |                                     |  |  |  |  |  |  |  |  |  |  |  |  |  |  |  |
|  |                                     |  |  |  |  |  |  |  |  |  |  |  |  |  |  |  |